# Golubići (żupania zagrzebska)
Golubići – wieś w Chorwacji, w żupanii zagrzebskiej, w mieście Samobor. W 2011 roku liczyła 17 mieszkańców.